# Gran Cebú
El área metropolitana de Cebú, o simplemente Gran Cebú (en cebuano: Kaulohang Sugbo), es el primer centro urbano de la provincia insular de Cebú en Filipinas. Su foco es la ciudad de Cebú, la población española más antigua del país. El Gran Cebú se ubica en la porción centroeste de la isla de Cebú y en la isla cercana de Mactán. Se constituye 20 por ciento del área terrestre y 57,5 por ciento de la población (censo de 2000) de la entera provincia. Según el censo del 2007, tiene 2.314.897 habitantes.

## Localidades
El Gran Cebú está compuesto por 13 localidades:
Ciudades
- Cárcar
- Cebú
- Danao
- Lapu-Lapu
- Mandaue
- Naga
- Talísay

Municipalidades
- Compostela
- Consolación
- Córdova
- Liloan
- Minglanilla
- San Fernando

- Datos: Q1075343